# Litworowa Przełęcz (Tatry Wysokie)
Litworowa Przełęcz, Litworowa Przełęcz Białowodzka (słow. Litvorové sedlo, niem. Litvorovyjoch, węg. Litvorovy-hágó, 2378 m n.p.m.) – przełęcz w głównej grani Tatr, położona pomiędzy Zadnim Gerlachem (Zadný Gerlach, 2617 m) a Litworowym Szczytem (Litvorový štít, 2421 m). Na zachód od przełęczy znajduje się górne piętro Doliny Kaczej, a na wschód – Doliny Wielickiej.
W grani opadającej na Litworową Przełęcz z Zadniego Gerlacha znajduje się wiele drobniejszych turni i przełęczy (kolejno od szczytu na północ):
- Wyżnia Jurgowska Szczerbina (Vyšná Jurgovská štrbina),
- Jurgowskie Czuby (Jurgovské zuby),
- Niżnia Jurgowska Szczerbina (Nižná Jurgovská štrbina),
- Lawinowy Szczyt (Lavínový štít),
- Wyżnia Gerlachowska Przełączka (Vyšná Gerlachovská lávka, Lavínová štrbina),
- Gerlachowska Kopa (Gerlachovská kopa, Lavínová veža),
- Pośrednia Gerlachowska Przełączka (Prostredná Gerlachovská lávka, Lavínové sedlo),
- Wyżnia Wysoka Gerlachowska (Veľká Litvorová veža),
- Niżnia Gerlachowska Przełączka (Nižná Gerlachovská lávka),
- Gerlachowska Turniczka (Gerlachovská vežička),
- Wyżnia Łuczywniańska Szczerbina (Vyšná Lučivnianska lávka),
- Niżnia Wysoka Gerlachowska (Malá Litvorová veža),
- Niżnia Łuczywniańska Szczerbina (Nižná Lučivnianska lávka),
- Wielicka Turniczka (Lučivnianska veža).

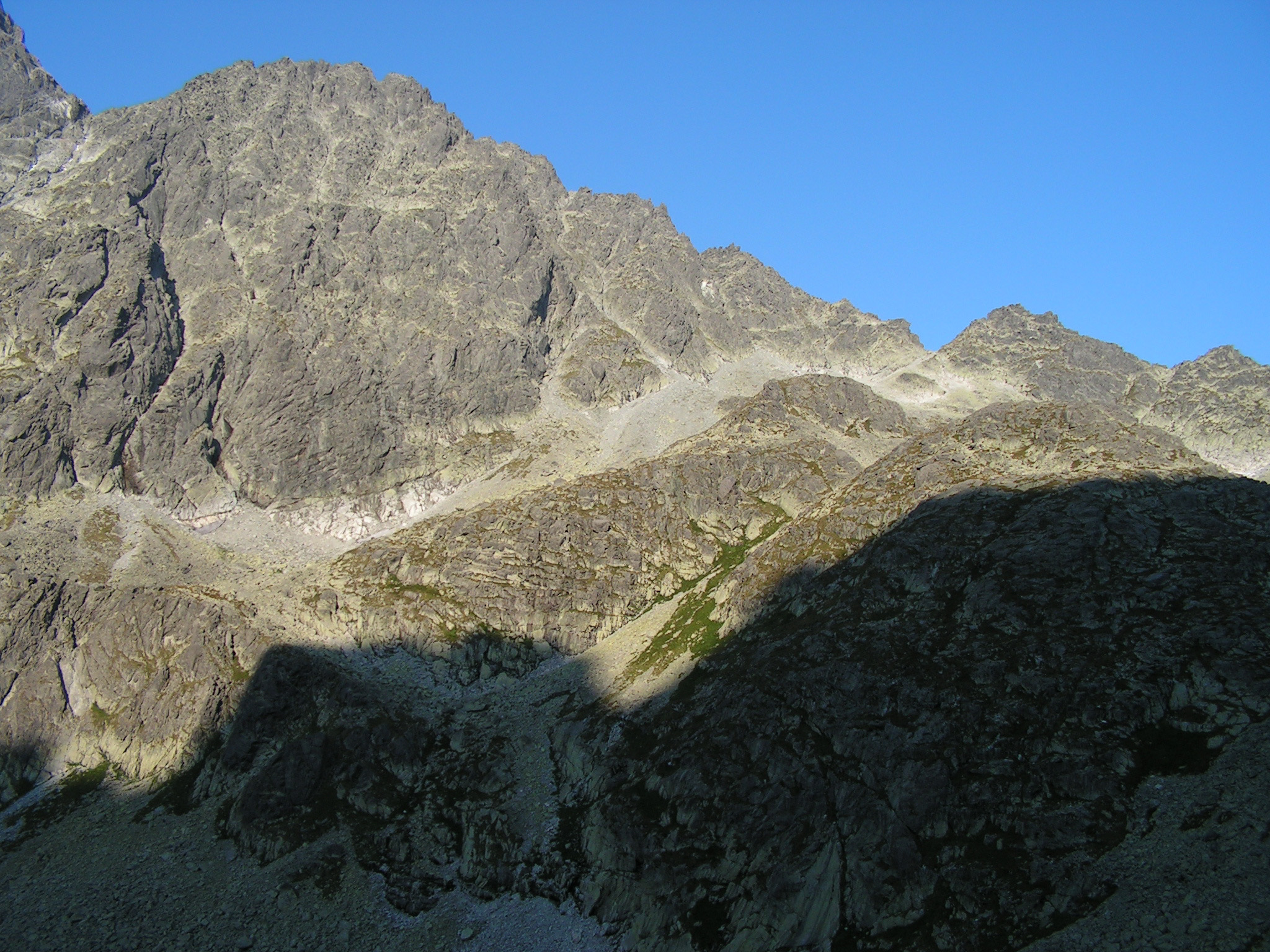
Litworowa Przełęcz (między Zadnim Gerlachem a Litworowym Szczytem)

Na przełęcz nie prowadzi żaden szlak turystyczny. Dla taterników przejście przez Litworową Przełęcz stanowi dogodne połączenie Doliny Wielickiej z Doliną Kaczą. Nazwa przełęczy pochodzi od Doliny Litworowej, nad którą wznosi się Litworowy Szczyt. Dawniejsze pomiary określały jej wysokość na 2385 m.
Pierwsze znane wejścia:
- latem – August Otto i Pavel Čižák – 12 sierpnia 1897 r.,
- zimą – Maximilian Bröske i Johann Hunsdorfer (senior) – kwiecień 1904 r.[3]